# Ba chị em (phim truyền hình Hàn Quốc)
Ba chị em (tiếng Hàn: 작은 아씨들; Romaja: Jag-eun Assideul; tiếng Anh: Little Women) là một bộ phim truyền hình Hàn Quốc do Kim Hee-won đạo diễn và Jung Seo-kyung viết kịch bản. Phim được dựa trên cuốn tiểu thuyết cùng tên xuất bản năm 1868 của nữ nhà văn Mỹ Louisa May Alcott. Phim có sự tham gia của dàn diễn viên Kim Go-eun, Nam Ji-hyun, Park Ji-hu và Wi Ha-joon. Phim được công chiếu trên kênh tvN từ ngày 3 tháng 9 đến 9 tháng 10 năm 2022 vào mỗi tối thứ Bảy; Chủ nhật hàng tuần lúc 21:10 (KST). Đồng thời, phim cũng được phát trực tuyến trên nền tảng Netflix.

## Nội dung chính
Ba chị em được làm lại từ phim Little Women (1994) nhưng có sự thay đổi để phù hợp với bối cảnh Hàn Quốc. Phim kể về gia đình có 3 chị em gái là Oh In-joo (Kim Go-eun), Oh In-kyung (Nam Ji-hyun) và Oh In-hye (Park Ji-hu). Biến cố xảy đến khi chị cả In-joo bất ngờ nhận được 20 tỷ Won và phải đối mặt với những thế lực đang truy tìm số tiền này.

## Dàn diễn viên

### Diễn viên chính
- Kim Go-eun vai Oh In-joo, chị cả. Lớn lên trong cảnh nghèo khó cùng cực, In-joo sớm cho rằng tiền là thứ quan trọng nhất để bảo vệ cô và gia đình. Ước mơ ban đầu của cô là được sống một cuộc sống bình thường nhưng rồi lại vướng vào một biến cố khiến cuộc sống đảo lộn.[6]
- Nam Ji-hyun vai Oh In-kyung, chị hai. Cô là phóng viên tin tức, luôn mong muốn đấu tranh cho công lý. Cũng sống trong nghèo khó nhưng tiền bạc không thể khiến In-kyung khuất phục. Giờ đây, cô bắt đầu đào sâu khám phá vào một vụ án bí ẩn.[7]
- Park Ji-hu vai Oh In-hye, em út, được vào học tại một trường trung học nghệ thuật danh tiếng nhờ năng khiếu vẽ bẩm sinh.[8]
- Wi Ha-joon vai Choi Do-il, cấp dưới của Park Jae-sang, anh thu hút mọi người bằng khả năng phân tích và phán đoán nhạy bén.[9]

### Diễn viên phụ
- Cho Ja-hyun vai Jin Hwa-young, đồng nghiệp của In-joo
- Uhm Ji-won vai Won Sang-ah, con gái của một vị tướng, vợ của một chính trị gia và là giám đốc Bảo tàng Nghệ thuật. Mối quan hệ của cô và ba chị em bắt đầu khi con gái của Sang-ah là Hyo-rin kết bạn với In-hye.[10]
- Kang Hoon vai Ha Jong-ho, bạn của In-kyung[11]
- Uhm Ki-Joon vai Park Jae-sang, chồng của Won Sang-ah
- Gong Min-jung vai Jang Ma-ri, đồng nghiệp của In-kyung

## Quá trình sản xuất

### Kịch bản
Trong một cuộc phỏng vấn với Tatler Asia vào ngày 25 tháng 11, biên kịch Jung Seo-kyung tiết lộ: "Tôi đang làm việc với đạo diễn Vincenzo cho bộ phim chuyển thể Little Women của Hàn Quốc. Các nữ diễn viên chính là Kim Go-eun và Nam Ji-hyun còn nam chính là Wi Ha-joon của Squid Game. Tôi đã đọc cuốn Little Women khi tôi còn nhỏ và tôi thực sự rất yêu thích nó. Gần đây, tôi có cơ hội đọc lại khi tiến hành làm việc với bộ phim này và tôi thấy rằng nó hơi nhàm chán và không còn quá thú vị nữa. Những cô chị em gái trong cuốn tiểu thuyết quá tốt và hoàn hảo, tôi không nghĩ ngày nay những người trẻ tuổi cũng giống như vậy. Bản chuyển thể của Hàn Quốc sẽ không giống hoàn toàn trong sách, tất nhiên vẫn sẽ có vài điểm dựa trên đó, sẽ có ba chị em gái và tính cách của họ sẽ vẫn giống nhau".

### Casting
Vào ngày 23 tháng 12 năm 2021, tvN xác nhận bộ phim truyền hình mới sẽ có tên là Little Women đạo diễn bởi Kim Hee-won, Jung Seo-kyung là biên kịch và do Studio Dragon sản xuất. Bên cạnh đó là sự diễn xuất của các diễn viên chính Kim Go-eun, Nam Ji-hyun và Park Ji-hu. Ngày 19 tháng 10 năm 2021, MS Team Entertainment thông báo rằng Wi Ha-joon đã được mời đóng một vai trong phim. Cùng ngày, có thông báo rằng phim đã hoàn thành xong quá trình casting.

### Quay phim
Vào ngày 3 tháng 3 năm 2022, Wi Ha-joon có kết quả xét nghiệm dương tính với COVID-19. Anh kết thúc quá trình cách ly vào ngày thứ 8 và xác nhận bắt đầu quay phim.

## Tranh cãi

### Cấm phát hành tại Việt Nam
Phim có nhiều lần nhắc đến chiến tranh Việt Nam nhưng không nêu lên quan điểm gì cho đến tập 5, hay mới đây là tập 7 và 8, không ít khán giả phát hiện và nhận ra rằng bộ phim nhắc đến yếu tố chiến tranh và xuyên tạc lịch sử Việt Nam. Cụ thể là nhắc về chiến tranh Việt Nam và cho rằng những người lính Hàn Quốc với tư cách lính đánh thuê đến Việt Nam khi trở về lại như một anh hùng nên phải được biết ơn và được xem là người hùng. Chưa hết, thoại trong phim còn cho rằng 1 người lính Hàn có thể địch lại 100 lính Việt Nam.
Ngày 3 tháng 10 năm 2022, Cục Phát thanh, Truyền hình và Thông tin điện tử thuộc Bộ Thông tin và Truyền thông đã yêu cầu Netflix gỡ bỏ phim Ba chị em ra khỏi phiên bản Việt Nam của Netflix do có nội dung xuyên tạc lịch sử. Quyết định của Cục được nhiều khán giả đồng tình. Cơ quan này cũng liệt kê cụ thể phân đoạn các phần nội dung bộ phim "Little Women" vi phạm những điều cấm nêu trên khi nhắc về chiến tranh Việt Nam, phim truyền tải nội dung đối thoại giữa các nhân vật ca ngợi tội ác của lính đánh thuê Hàn Quốc trong chiến tranh phi nghĩa của Mỹ tại Việt Nam giai đoạn năm 1967. Những vi phạm này thể hiện ở lời thoại của nhân vật khi nhắc về chiến tranh Việt Nam tại tập 3 và tập 8. Ông Lê Quang Tự Do cho biết phim vi phạm quy định tại khoản 4, điều 9 Luật báo chí về xuyên tạc lịch sử, phủ nhận thành tựu cách mạng, xúc phạm dân tộc và quy định tại khoản 4, điều 11 Luật Điện ảnh với nội dung tương tự. Các sai phạm xuất hiện trong tập 3 và 8, khi nhân vật nhắc về chiến tranh Việt Nam. Tuy nhiên, phía công ty Netflix không bị phạt hành chính do không có tư cách pháp nhân ở Việt Nam.
Ngày 6 tháng 10 năm 2022, Netflix gỡ bỏ phim khỏi nền tảng Việt Nam. Chiều 7-10, báo Insight Korea đưa tin nhà sản xuất Studio Dragon lên tiếng sau vụ phim bị gỡ khỏi Netflix Việt Nam. Studio Dragon cho biết: "Chúng tôi muốn thông tin về những lo ngại liên quan đến phim Little Women, trong các nội dung tương lai, chúng tôi sẽ chú ý hơn đến sự nhạy cảm về văn hóa và xã hội". Đến ngày 17/10, theo Hankookilbo, sau khi tập cuối được phát sóng tại Hàn Quốc, biên kịch Jung Seo Kyung đã có cuộc phỏng vấn chia sẻ về bộ phim. Đề cập đến những ồn ào xoay quanh bộ phim tại Việt Nam, biên kịch này trả lời: "Tôi nghĩ đến chiến tranh Việt Nam để giải thích về nguồn gốc của tiền tệ. Theo một nghĩa nào đó, chiến tranh Việt Nam bắt đầu cho sự phục hồi kinh tế ở Hàn Quốc. Đúng là trong bối cảnh đó, tôi đã thiếu sót trong việc nhìn nhận quan điểm địa phương về chiến tranh Việt Nam. Tôi không có ý định bóp méo, đề cập hoặc xác định bất kỳ sự kiện nào về chiến tranh Việt Nam. Và tôi đã không ngờ đến phản ứng của Việt Nam. Sau khi nghe phản ứng của mọi người, tôi mới thấy điều đó có thể xảy ra". Cô thừa nhận sai lầm của mình và cúi đầu xin lỗi: "Sau này tôi sẽ phải xem xét cẩn thận phản ứng của khán giả khi viết bộ phim trên thị trường toàn cầu như thế này". Dù vậy, nhiều người cho rằng sau những gì mà sự thiếu cẩn trọng của vị biên tập này cũng như đội ngũ làm phim gây ra, một lời xin lỗi dường như là chưa đủ.